# James Haskell
James Andrew Welbon Haskell (Windsor, 2 de abril de 1985) es un exjugador inglés de rugby. Jugaba en la posición de octavo en el equipo inglés London Wasps.

## Carrera
Nacido en Windsor, Berkshire, James Haskell comenzó a jugar al rugby muy temprano. Terminó los estudios en Ascot y luego en Wellington. Debutó en las selecciones inferiores del Berkshire para los juveniles del Maidenhead RC, y sucesivamente para los juveniles del equipo London Wasps.
Entró a las distintas selecciones juveniles (categorías M18, M19 y M21); Haskell jugó de flanker cuatro partidos del Torneo Seis Naciones 2008, y todos los partidos del Torneo Seis Naciones 2010.
Ganó la Copa Gallega, ha sido dos veces campeón de Inglaterra (2004 y 2005) y dos veces campeón de Europa (2004 y 2007); todos los trofeos han sido ganados con los 'Wasps'. 
Además, Haskell ha jugado al Stade Français parisino, club con el que vence en la temporada 2009-2010 el título de liga.
Después del año 2009, Haskell se traslada a Japón (Black Rams) en la temporada 2011-12 y, en noviembre del 2011, ha firmado un contracto para una temporada de Super 15 con los neozelandeses Highlanders.
En 2015 es seleccionado para formar parte de la selección inglesa que participa en la Copa Mundial de Rugby de 2015.
Tiene su propia tienda en línea de suplementación deportiva Hades.

## Vida personal
Haskell está casado con la presentadora Chloe Madeley; la pareja comenzó a salir en 2014. Haskell anunció en febrero de 2022 en televisión que la pareja estaba esperando su primera hija. Su hija nació el 10 de agosto de 2022.

## Participaciones en Copas del Mundo
| Mundial                       | Sede          | Resultado        | PJ | Tries |
| ----------------------------- | ------------- | ---------------- | -- | ----- |
| Copa Mundial de Rugby de 2011 | Nueva Zelanda | Cuartos de final | 5  | 0     |

Ha sido seleccionado para jugar la Copa Mundial de Rugby de 2015.